# مايك لين (كرة سلة)
مايك لين (بالإنجليزية: Mike Lynn)‏ مواليد 25 نوفمبر 1945 في كوفينا، هو لاعب كرة سلة أمريكي سابق. تم اختياره من قبل فريق شيكاغو بولز خلال الدرافت. يبلغ طوله 6 قدم 7 بوصة (2.0 م). لعب مع لوس أنجلوس ليكرز وبوفالو بريفز.

## روابط خارجية
- مايك لين على موقع إن بي أي (الإنجليزية)
- مايك لين على موقع سبورتس رفرنس (الإنجليزية)
- مايك لين على موقع كلية كرة السلة في سبورتس رفرنس.كوم (الإنجليزية)
- مايك لين على موقع ريلجم (الإنجليزية)
- مايك لين على موقع بروبوليرز (الإنجليزية)